# Najib Qahtan al-Chaabi
 (août 2023).
Najib Qahtan al-Chaabi (en arabe : نجيب قحطان الشعبي), né en 1953 à Chaab (Lahij) et mort le 24 mai 2021 à Aden (Yémen), est un homme politique yéménite, candidat malheureux à l'élection présidentielle de 1999 (en).

## Parcours
Il s'est présenté en tant qu'indépendant, bien qu'il soit membre du Congrès général du peuple, contre le président sortant Ali Abdallah Saleh,. Il a obtenu 3,8% des voix,.
Il était le fils de Qahtan Mohammed al-Chaabi, le premier président du Yémen du Sud. Le 24 mai 2021, Najib est décédé de la COVID-19 à Aden, au Yémen, lors de la pandémie de Covid-19 au Yémen.